# Demografia Țărilor de Jos
Țările de Jos are o populație estimată la 17.089.057 persoane (16 decembrie 2016). Este a 11-a cea mai populată țară din Europa și a 61-a cea mai populată țară din lume. Între 1900 și 1950, populația țării aproape s-a dublat, de la 5,1 la 10 milioane de locuitori. Din 1950 până în 2000 populația a crescut în continuare de la 10 la 15,9 milioane de locuitori, dar creșterea populației a scăzut comparativ cu cei 50 de ani precedenți. Rata de creștere estimată este în prezent la 0,436% (începând din 2008).
Rata fertilității în Țările de Jos este de 1,66 copii la o femeie (începând cu 2008), o rată mare în comparație cu multe alte țări europene, dar cu mult sub rata de 2,1, necesară pentru înlocuirea naturală a populației. De asemenea, speranța de viață este mare cu o medie de 82 de ani pentru femei și 77 de ani pentru bărbați. Țara are o rată de migrație de 2,55 migrații la 1.000 locuitori.
Majoritatea populației din Țările de Jos este de etnie neerlandeză. La estimarea din 2005 populația număra: 80,9% neerlandezi, 2,4% indonezieni (indo-neerlandezi, sud molucani) 2,4% germani, 2,2% turci, 2,0% surimanezi, 1,9% marocani, 0,8% antilieni și arubani și 6,0% alții. Neerlandezii sunt printre cei mai înalți oameni din lume, cu o înălțime medie de aproximativ 1,81m (5ft/ picioare sau 11inch) pentru bărbații adulți și 1,68m (5ft/picioare sau 6inch) pentru femeile adulte. Oamenii din sud sunt în medie cu aproximativ 2cm mai scunzi decât cei din nord.
Țările de Jos este a 25-a cea mai dens populată țară din lume, cu 395 de locuitori pe kilometru pătrat (1.023/km pătrat) sau 484 de persoane pe kilometru pătrat (1.254/km pătrat) doar dacă terenul este luat în calcul. Este cea mai dens populată țară din Europa, cu o populație de peste 16 milioane de locuitori. Randstad este cea mai mare conurbație a țării situată în partea de vest și conține cele mai mari patru orașe: Amsterdam (în provincia Olanda de Nord), Rotterdam și Haga (în provincia Olanda de Sud) și Utrecht (în provincia cu același nume). Randstad are o pupulație de 7 milioane de locuitori și este a 6-a cea mai mare zonă metropolitană din Europa.
Neerlandezii sau descendenți ai poporului neerlandez sunt de asemenea găsiți în comunitățile de migranți în toată lumea, în special în Canada, Australia, Africa de Sud și Statele Unite. Conform recensământului din 2006 din SUA, mai mult de 5 milioane de americani susțin originea neerlandeză totală sau parțială. Mai mult decât atât, sunt aproape 3 milioane de africani descendenți din neerlandezi care trăiesc în Africa de Sud, o fostă colonie neerlandeză. În 1940 existau 290.000 europeni și euroasieni în Indonezia, dar majoritaea au plecat din țară.

## Limba
Limba oficială este neerlandeza, vorbită de majoritatea locuitorilor. O altă limbă oficială este frizona care este vorbită în provincia de nord a Friziei, numită fryslân în această limbă. Frizona este, de asemenea vorbită în aceleași sate în partea de vest a provinciei Groningen. Frizona este co-oficială numai în provincia Frizia, deși are câteva restricții. Mai multe dialecte de jos-saxonă (nedersakisch în neerlandeză) sunt vorbite în mare parte în nord și est, la fel ca tweants în regiunea Twente și sunt recunoscute de către Țările de Jos ca limbă regională în conformitate cu Carta Europeană Pentru Limbi Regionale sau Minoritare, precum și ca soiurile (dialectele) Meuse - renan francofone în provincia de sud a Limburgului, numită aici limba limburgish.
Există o tradiție a învățării limbilor străine în Țările de Jos: aproximativ 70% din totalul populației are cunoștințe bune de limbă engleză la nivel conversațional, 55-59% de limba germană și 19% de limba franceză. Limba engleză este un curs obligatoriu în toate școlile secundare. În cea mai mare școala de nivel inferior de învățămant secundar (VMBO), o suplimentare de limbă modernă străină este obligatorie în primii doi ani. În învățămantul secundar superior, două suplimentări ale limbilor străine moderne sunt obligatorii pe parcursul primilor trei (HAVO) sau patru (VWO) ani.
Standardul de limbi moderne sunt franceza și germana, deși școlile pot schimba una dintre aceste limbi cu spaniola, turca, araba sau rusa. În plus, școlile din regiunea Frizia predau și au examene în frizona și școlile din întreaga țară predau și au examene în greacă veche și latină.

## Religia
Țările de Jos este una din țările cele mai laice din Europa de Vest, doar 39% fiind afiliați religios (31% pentru cei sub 35 de ani) și mai puțin de 20% vizitează biserica regulat.
În prezent, romano-catolicismul este religia cea mai răspândită din Țările de Jos, formând originea religioasă a 26,3% dintre persoanele neerlandeze, în scădere de la 40% în 1970. Biserica Reformată din Țările de Jos urmează cu 11,4% din populație. A fost formată în 2004 ca o fuziune a celor doua componente majore ale Calvinismului: Biserica Reformată Neerlandeză (care reprezintă aproximativ 8,5% din populație), Bisericile Reformate din Țările de Jos (3,7% din populație) și o mică biserică luterană. Alte biserici protestante, calvină ortodoxă în cea mai mare parte, reprezintă 6% din populație.
În 2006 au fost 850.000 de musulmani (5% din populația totală neerlandeză). Țările de Jos are o valoare estimativă de 250.000 de budiști sau oameni care se simt puternic atrași de această religie, în mare masură, de culoare albă neerlandeză. Există aproximativ 95.000 de hinduși dintre care 85% provin din Surinam. Sikhsi sunt o altă minoritate religioasă numărând în jur de 12.000, localizată în principal în sau în jurul orașului Amsterdam.
Se găsesc cinci lăcașe de rugăciune gurudwaras în Țările de Jos. Asociația de Religie Arhive de Date (bazându-se pe o enciclopedie creștină a lumii)a estimat un număr de 6.400 de reprezentanți baha în 2005. Deși Holocaustul a afectat profund comunitatea evreiasca (ucigând aproximativ 75% din 140.000 de membri în acel timp), aceasta a reușit să recontruiască viața vibrantă evreiasca pentru aproximativ 45.000 de membrii curenți. Înainte de Al Doilea Razboi Mondial, 10% din populația Amsterdamului a fost evreiască.
Conform celui mai recent sondaj Eurobarometru din 2005, 34% dintre cetațenii din Țările de Jos au raspuns că "ei cred că există un Dumnezeu", în timp ce 37% au raspuns că "ei cred că există un fel de spirit sau o forță de viață" și 27% că "nu cred că există oricare dintre spirite, Dumnezeu sau o forță de viață".
În 1947, înainte de secularizarea Europei și marea așezare de non-europeni în Țările de Jos, majoritatea cetațenilor din Țările de Jos s-au identificat ca și creștini. În același an, 44,3% au aparținut cultelor protestante, 38,7% au aprținut Bisericii Romano-Catolice și 17,1% au fost neafiliate. De atunci, prabușirea generală în religiozitate a lovit protestanții oarecum mai mult decât catolicii, de unde se explică parțial de ce Biserica Catolică are un procent mai mare decât protestanții din zilele noastre. În 2003 acest procent a fost de aproximativ: protestanți 20%, catolici 30% și neafiliate 41%.
Libertatea la educație a fost garantată prin constituția neerlandeză din 1917 iar școlile conduse de grupuri religioase (în special creștine și islamice) sunt finantate de către guvern. În Țările de Jos, toate școlile trebuie să indeplinească criterii stricte de calitate.
Sunt partide politice în Parlamentul neerlandez (CDA, Uniunea Creștina și SGP) baza politicii lor în credința creștină fiind în grade diferite. Țările de Jos, deși este un stat laic, în unele municipalitați în care majoritatea sunt creștini, Consililul religiei recurge la practici prin rugăciune înainte de o reuniune. În plus, în câteva piețe rurale, drumurile pentru traficul de mașini sunt inchise duminica cât și în timpul sărbătorilor religioase.
Municipalitațile, în general, oferă de asemenea funcționarilor publici o zi liberă în zilele de sărbătoarea religioasă creștină, cum ar fi de Paști și Înălțarea Domnului. La 4 septembrie 2008, a fost inițiată o discuție de către Tineke Huizinga, spunând că islamul ar trebui să primească o zi de sărbătoare deoarece există mai multe pentru creștinism. În 2005, 20% din neerlandezi au crezut că o astfel de zi liberă ar trebui să fie o sărbătoare națională (ceea ce înseamnă că întreaga țară primește o zi liberă de muncă sau de școală) și 45% au considerat că Eid ul-Fitr ar trebui cel puțin să fie recunoscută ca o vacanță.